# 흔들릴 때마다 한잔
《흔들릴 때마다 한잔》은 1985년 5월 19일에 MBC TV에서 방영되었던 베스트셀러극장이다.

## 줄거리
고등학교 밖에 졸업하지 못한 태권도 사범 강민우(길용우)는 어느 날 한 대학의 미팅에 대학에 다니는 친구 대신 나갔다가 법대생으로 소개되는 바람에 본의 아니게 가짜 대학생 행세를 하게 된다. 미팅의 파트너였던 현정(박영)은 민우의 담백하고 용기있는 성격에 반해서 좋아하게 된다. 민우 역시 현정을 맘에 들어하게 되는데...

## 출연
- 길용우
- 박영
- 이승현
- 조경환
- 김용건
- 박영태
- 정한헌
- 이희성